# Pegguy Arphexad
Pegguy Arphexad (Les Abymes, 18 maggio 1973) è un ex calciatore francese, di ruolo portiere.

## Palmarès

### Club

#### Competizioni nazionali
- Coppa di Lega inglese: 2

Liverpool: 2000-2001, 2002-2003
- Coppa d'Inghilterra: 1

Liverpool: 2000-2001
- Community Shield: 1

Liverpool: 2001

#### Competizioni internazionali
- Coppa UEFA: 1

Liverpool: 2000-2001
- Supercoppa UEFA: 1

Liverpool: 2001